# Hong Kong Syndikat
Hong Kong Syndikat, auch Hongkong Syndikat, war eine deutsche Popband der 1980er Jahre.

## Bandgeschichte
Anfang des Jahrzehnts trafen sich im damaligen West-Berlin der Dekorateur und Discjockey Bruno Grünberg, der Grafiker Hartmut Möller und Gerd Plez, die sich bereits aus ihrer Jugendzeit in Bremen kannten. Sie gründeten Hong Kong Syndikat, erhielten nach kurzer Zeit einen Plattenvertrag bei Teldec und veröffentlichten ihr Debütalbum Erster Streich.
Die erste Single, Berlin bleibt doch Berlin, enthält als titelgebendes Sample
einen kurzen Ausschnitt aus der Rede des damaligen US-Präsidenten, Ronald Reagan, bei seinem Besuch von West-Berlin am 11. Juni 1982. Während die Band auf der ersten Schallplatte noch vorwiegend deutsch sang, nahmen sie die folgenden Alben auf Englisch auf – auch, um sich am englischsprachigen Markt zu orientieren.
Im Jahr 1984 gab Hong Kong Syndikat ein Konzert in New York; im August desselben Jahres nahm die Gruppe in London ihre zweite Langspielplatte Olympia auf, die von Rusty Egan, einem Mitglied der Band Visage, produziert wurde. Auf diesem Album ist unter anderem der Schlagzeuger Curt Cress zu hören. 1985 folgte das Album Never Too Much, das es bis auf Platz 56 der deutschen Albumcharts schaffte. Erfolgreich waren die Singles Too Much und Concrete & Clay, letztere die Coverversion eines Oldies von Unit 4 + 2.
Hong Kong Syndikat konnte nicht an die bisherigen Erfolge anschließen; der Longplayer Des Teutons Pas Nippons aus dem Jahr 1987 wurde ein Flop. Zwei Jahre später, im Jahr 1989, trennte sich die Band. Gerd Plez arbeitete später als Texter für Falco.

## Besetzung
- Bruno Grünberg jr. (* 1. April 1956) – Gesang, Synthesizer
- Gerd Plez (eigentlich Gerhard Folke Plätz; * 4. Oktober 1956) – Gesang, Synthesizer
- Hartmut „Hardy“ Möller (* 9. Mai 1952) – Gitarre
- Gerd Grünberg – Gesang
- Hanns Schmidt-Theissen – Keyboard, Saxophon

## Diskografie

### Alben
- 1982: Erster Streich
- 1984: Olympia
- 1985: Never Too Much
- 1987: Des Teutons Pas Nippons

### Singles
- 1982: Berlin bleibt doch Berlin (VÖ: September)
- 1984: Berlin
- 1984: Samba Olec
- 1985: Too Much
- 1986: Concrete and Clay
- 1986: Girls I Love
- 1986: Flash
- 1987: No More Sorrow
- 1989: Real Men Don’t Eat Gummibears
- 1994: Unusual
- 1998: Sugarcane